# Muttereiche (Magdeburg)

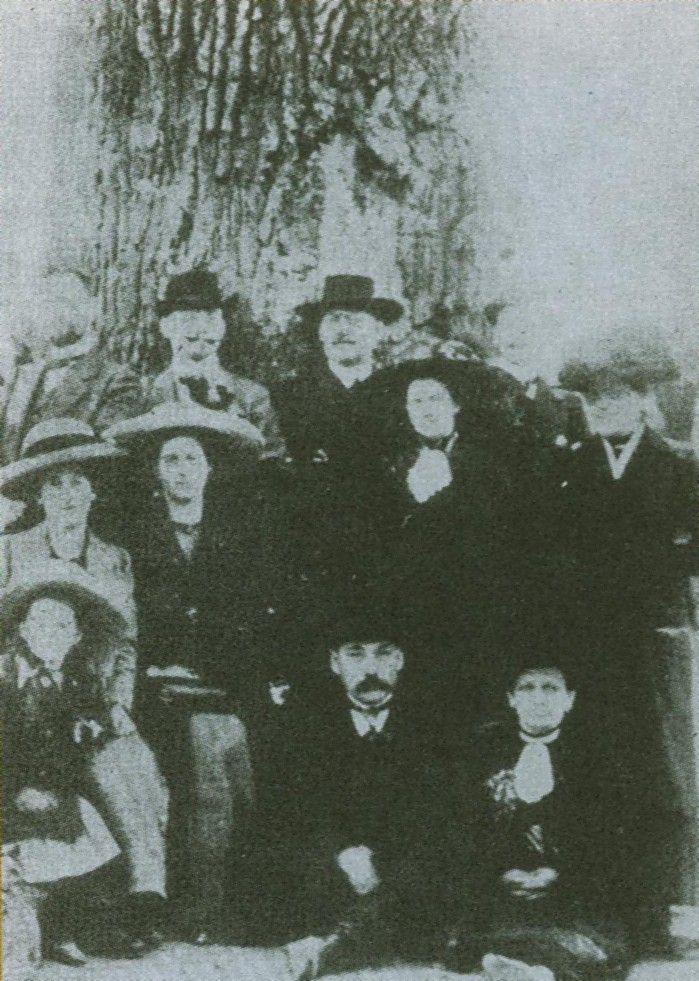
Personen vor der Muttereiche

Die Muttereiche war eine Eiche im südlichen Teil des Biederitzer Buschs nahe der östlichen Stadtgrenze Magdeburgs im heutigen Stadtteil Herrenkrug.
Bedeutung erlangte der um 1600 gewachsene Baum als konspirativer Treffpunkt der Magdeburger Arbeiterbewegung. Während des Verbots der Sozialdemokratie durch die Sozialistengesetze Ende des 19. Jahrhunderts diente die große Eiche insbesondere als Ort für die Zusammenkünfte der illegalen Leitung der Magdeburger Arbeiterbewegung. Unter der Eiche, die sich damals knapp außerhalb der Stadtgrenzen befunden haben soll, wurden auch Flugblätter sowie das illegale Parteiorgan Sozialdemokrat an Verteiler übergeben.
Nach Aufhebung der Sozialistengesetze diente der Bereich um die Eiche als Ort zur Durchführung von Maifeiern und Pfingstveranstaltungen.
Der Baum hatte einen Stammumfang von 5,20 Meter. Nach 1900 wurde die Eiche von einem Blitz getroffen und 1925 aus Sicherheitsgründen gefällt.
In der Zeit der DDR wurde am 7. Mai 1961 an die Stelle der Eiche zur Erinnerung ein Findling gesetzt. Dieser war vom Magdeburger Künstler Walter Bischof mit einem an die Ereignisse erinnernden Schriftzug „HIER STAND DIE MUTTEREICHE | TREFFPUNKT DER KÄMPFER GEGEN | MILITARISMUS UND FASCHISMUS | FÜR FRIEDEN UND SOZIALISMUS | JUGEND DENKE DARAN | UND EHRE DIESE STÄTTE“ und dem Symbol der 1946 erfolgten Vereinigung von SPD und KPD zur SED, die 1946 in der sowjetischen Besatzungszone zwangsweise erfolgt war, gestaltet worden. Zum Gedenken an die Eiche wurde auch eine in der Nähe befindliche Straße als Zur Muttereiche benannt.
Nach der politischen Wende von 1989 wurde die Beschriftung des Findlings wieder entfernt. In unmittelbarer Nähe des durch den Findling markierten ehemaligen Standorts der Muttereiche stehen auch heute noch große Eichen.

Gedenkstein ca. 1961
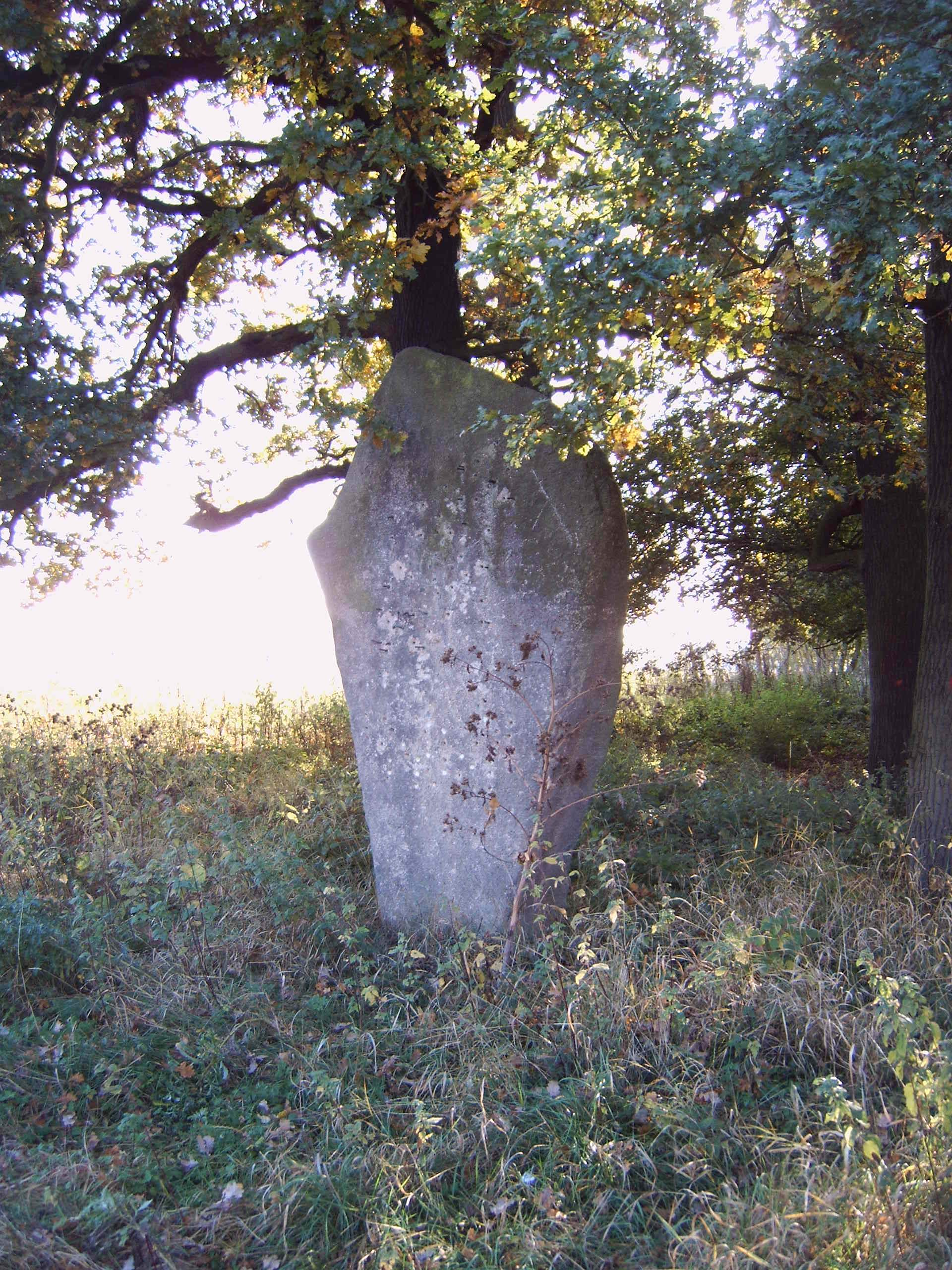
Unbeschrifteter Gedenkstein
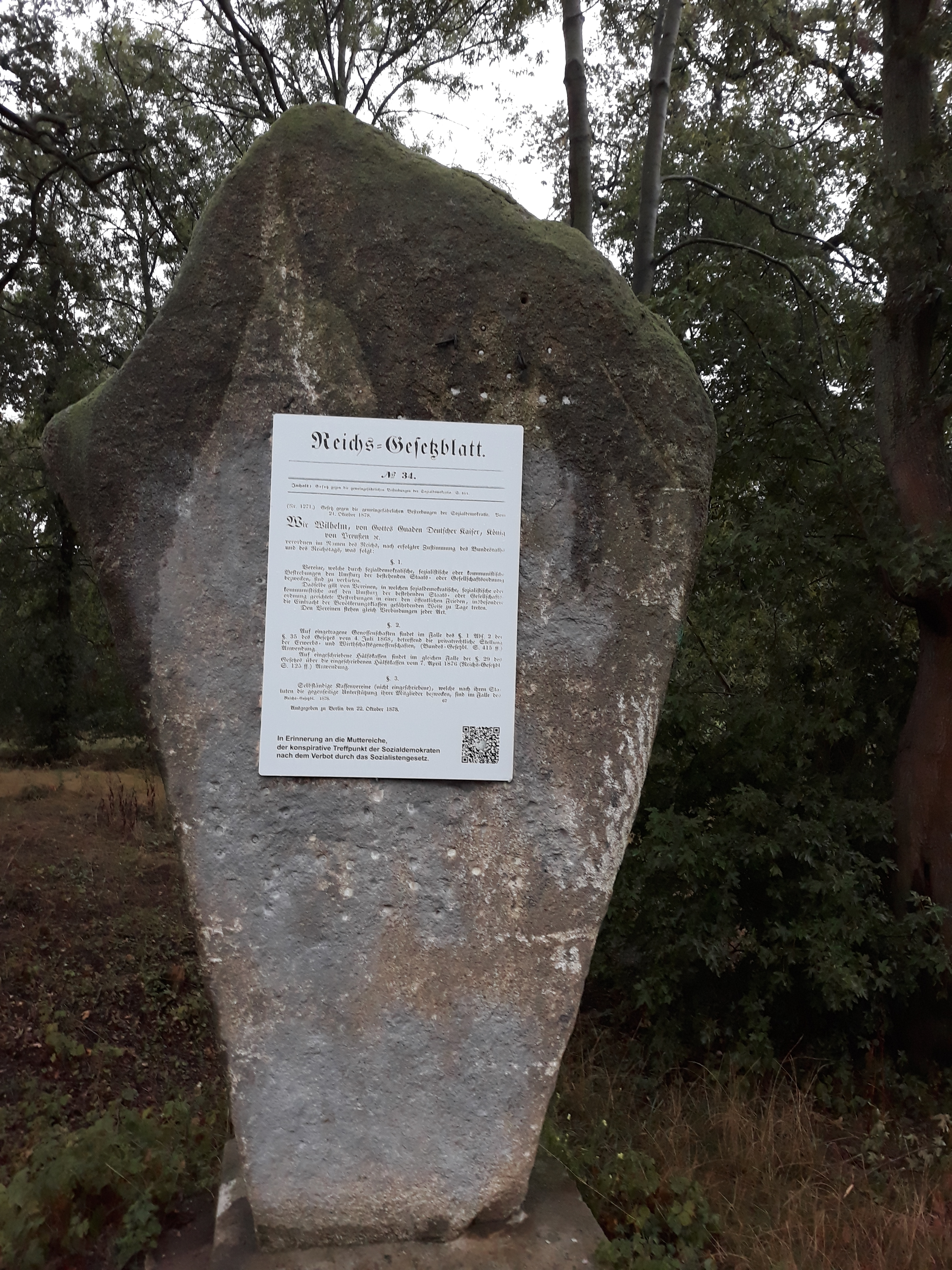
Gedenkstein 2019